# 478
478 (CDLXXVIII) fue un año común comenzado en domingo del calendario juliano, en vigor en aquella fecha. En el Imperio romano, el año fue nombrado el del consulado de Illos sin colega, o menos comúnmente, como el 1231 Ab urbe condita, adquiriendo su denominación como 478 a principios de la Edad Media, al establecerse el anno Domini.

## Acontecimientos
- Primer templo sintoísta en Japón.
- Fin de la primera dinastía Song en China.

## Nacimientos
- Narsés, general bizantino.